# GAZ 11-73
 (avril 2021).
Le GAZ-11-73 était une version modernisée et plus luxueuse de la voiture de tourisme GAZ-M1. Il a remplacé le moteur 4 cylindres Ford 3,3 litres d'origine utilisé dans le GAZ-M1 d'origine avec un nouveau moteur Dodge à 3,5 litres 6 cylindres, initialement destiné au camion GAZ-51, qui n'a cependant pas procédé à la fin des années 1930 en raison de la La Grande Guerre Patriotique. Seulement après la guerre, ce moteur a été utilisé sur un camion GAZ-51 presque complètement nouveau. Le GAZ-11-73 avait une calandre différente du GAZ-M1 et une extrémité avant plus longue pour accueillir le plus grand moteur.
Le GAZ-11-73 a été principalement construit comme une berline à 4 portes, mais des versions de pick-up et de cabriolet ont également été construites en petit nombre et il a également servi de base au 4x4 GAZ-61. Produit de 1940 à 1948, jusqu'en 1943, le GAZ-11-73 a été construit en parallèle avec l'ancien GAZ-M1 mais a été initialement conçu pour le remplacer. La production du GAZ-11-73 s'est poursuivie même après la guerre, et son moteur 6 cylindres a également été utilisé dans les GAZ-51 et GAZ-12 Zim, qui a été conçu comme son successeur. De plus, il a également été utilisé dans le camion GAZ-52, Char d'assaut T-40, T-60 et T-70, les véhicules militaires BTR-40, BRDM-1, et BTR-60, aux côtés de certains bus. Il y avait aussi une version 4 cylindres de ce moteur et cela a été utilisé dans les GAZ-M20 Pobieda, GAZ-69 Jeep et fourgonettes FSC Żuk et ZSD Nysa. Le moteur GAZ-11-73 a été produit sous forme de 6 et 4 cylindres en Russie jusque dans les années 1990, mais une version de celui-ci est toujours construite en Corée du Nord par l’usine automobile Sungri pour être utilisée dans les camions.

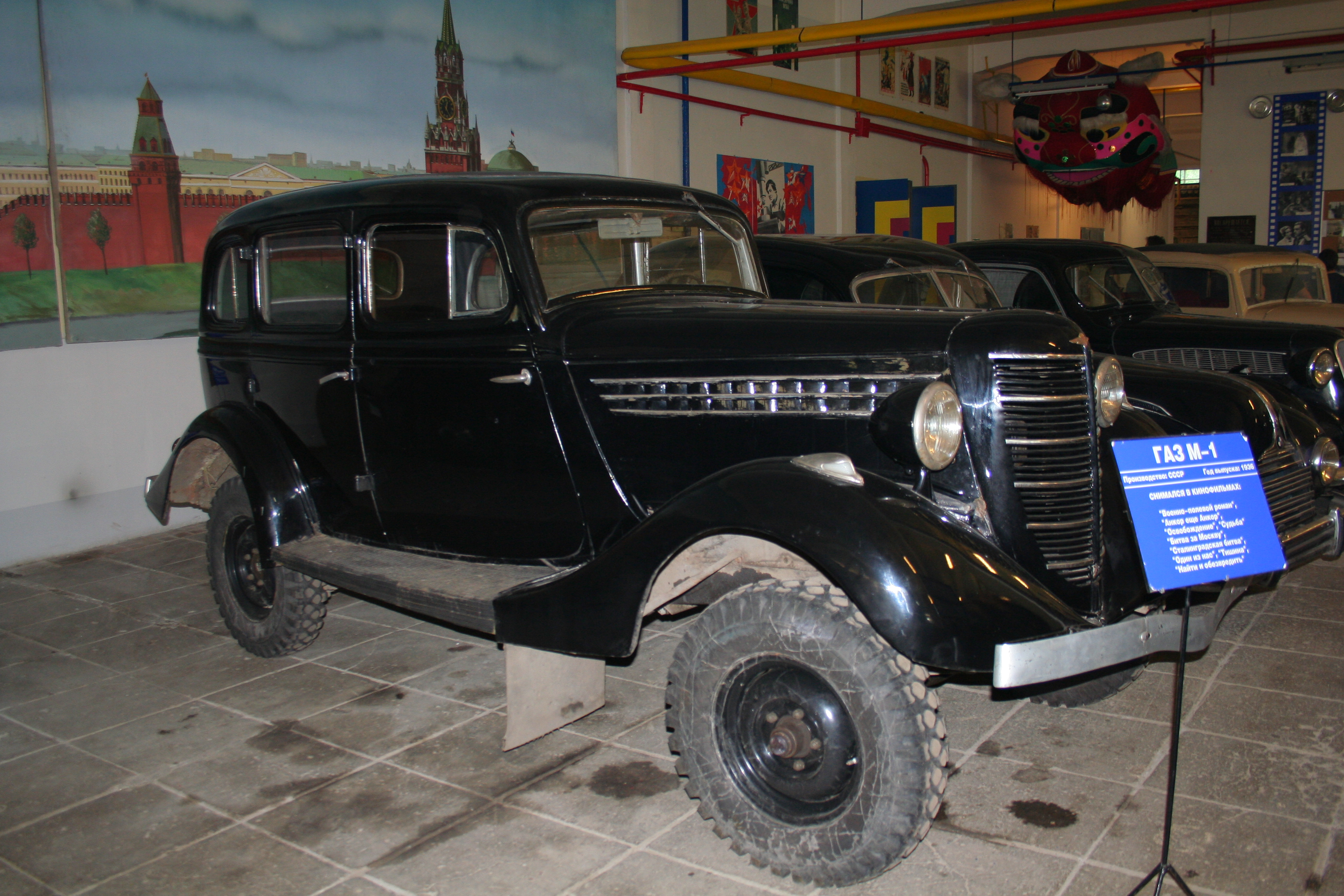
GAZ-11-73
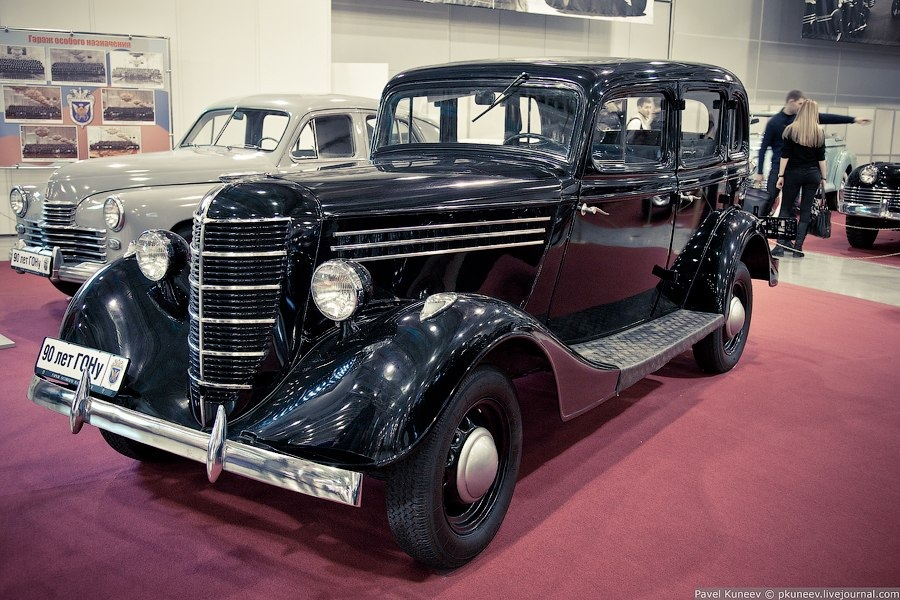
GAZ-11-73